# ماجستير تجارة
ماجستير التجارة (بالإنجليزية: Master of Commerce) هي درجة أكاديمية خاصة بالدراسات العليا الجامعية تهدف إلى توفير المعرفة في مجالات الأعمال والتمويل والتجارة. تُقدم هذه الدرجة بشكل رئيسي في دول الكومنولث، وتُعرض أيضًا في إسبانيا وبعض دول في أمريكا اللاتينية.

## هيكل المنهج الدراسي
يتطلب البرنامج دراسة بدوام كامل لمدة سنة أو سنتين. يتركز المنهج الدراسي على مجال موضوعي واحد، مع التركيز على النظرية الأساسية. يتضمن المنهج مواد علمية وأطروحة. في بعض الأحيان يكون مُقتصر على أطروحة بحثية فقط دون وجود مواد دراسية.